# Himantopteridae
Himantopteridae este o familie de lepidoptere din superfamilia Zygaenoidea. 